# Exhale (Shoop Shoop)
«Exhale (Shoop Shoop)» — песня американской певицы Уитни Хьюстон из саундтрека кинофильма «В ожидании выдоха» (1995), в котором певица исполнила главную роль.
Трек был выпущен как заглавный сингл к саундтреку 7 ноября 1995 года лейблом Arista Records. Песня была написана и спродюсирована Бэбифейсом. Среднетемповая R&B-баллада, написанная в тональности до мажор, текст песни посвящён теме взросления. Песня получила в основном положительные отзывы критиков, многие из которых отметили вокальную зрелость Хьюстон в песне.
Песня получила четыре номинации на Грэмми-1997 и победила в категории en:Grammy Award for Best R&B Song.

## Награды и номинации

### Grammy Awards
| Год                    | Номинируемая работа                                                                       | Категория | Результат |
| ---------------------- | ----------------------------------------------------------------------------------------- | --------- | --------- |
| 1997                   |                                                                                           |           |           |
| «Exhale (Shoop Shoop)» | Song of the Year (автор Babyface)                                                         | Номинация |           |
| «Exhale (Shoop Shoop)» | Best R&B Song (автор Babyface)                                                            | Победа    |           |
| «Exhale (Shoop Shoop)» | Best Female R&B Vocal Performance (Whitney Houston)                                       | Номинация |           |
| «Exhale (Shoop Shoop)» | Best Song Written for a Motion Picture, Television or Other Visual Media (автор Babyface) | Номинация |           |

### MTV Movie Awards
| Год  | Номинируемая работа                         | Категория              | Результат |
| ---- | ------------------------------------------- | ---------------------- | --------- |
| 1996 | «Exhale (Shoop Shoop)» (by Whitney Houston) | Best Song from a Movie | Номинация |

### NAACP Image Awards
| Год                    | Номинируемая работа                         | Категория | Результат |
| ---------------------- | ------------------------------------------- | --------- | --------- |
| 1996                   |                                             |           |           |
| «Exhale (Shoop Shoop)» | Outstanding Song                            | Победа    |           |
| «Exhale (Shoop Shoop)» | Outstanding Female Artist (Whitney Houston) | Победа    |           |

## Коммерческий успех
В США «Exhale (Shoop Shoop)» 25 ноября 1995 года дебютировал на первом месте в Billboard Hot 100 и в Hot R&B Singles, с тиражом 125 000 копий продаж в первую неделю. Он стал третьим в истории чарттоппером, дебютировавшим на вершине после «You Are Not Alone» (1995, Michael Jackson) и «Fantasy» (Mariah Carey, 1995). Кроме того, он стал 11-м номером один Хьюстон в Hot 100 и 7-м в Hot R&B Singles. Сингл пробыл на первом месте одну неделю и был смещён песней «One Sweet Day» (Mariah Carey и Boyz II Men). Однако, он потом пробыл на втором месте рекордное число недель: 11 подряд с 2 декабря 1995 до 10 февраля 1996 года. В Top 50 сингл пробыл 21 неделю. В чартеHot R&B Singles сингл лидировал 8 недель подряд (второй показатель Хьюстон после «I Will Always Love You» в 1992, который лидировал там 11 недель). Также песня возглавила чарт Billboard Adult Contemporary, проведя в нём 26 недель. В итоговом списке 1996 года песня заняла 14 место в Billboard Year-End Hot 100 и 18-е место в Hot R&B Singles. 3 января 1996 года за тираж более 1 500 000 копий в США сингл получил платиновую сертификацию Recording Industry Association of America (RIAA). В Канаде сингл дебютировал на 90-м месте в RPM 100 Hit Tracks, 13 ноября 1995 года. Спустя 8 недель он возглавил канадский чарт и пробыл на вершине две недели, став восьмым чарттоппером Хьюстон в Канаде. По итогам года песня заняла 20-е место в Канаде в RPM Year-end Top 100 Hit Tracks (1996).

## Чарты и сертификации
| Чарт (1995—1996)                      | Высшая позиция |
| ------------------------------------- | -------------- |
| Австралия (ARIA)                      | 18             |
| Австрия (Ö3 Austria Top 40)           | 15             |
| Бельгия/Фландрия (Ultratop 50)        | 22             |
| Бельгия/Валлония (Ultratop 50)        | 16             |
| Канада, Top Singles (RPM)             | 1              |
| Канада (RPM Adult Contemporary)       | 1              |
| Дания (IFPI)                          | 6              |
| Европа (European Hot 100 Singles)     | 11             |
| Финляндия (Suomen virallinen lista)   | 6              |
| Франция (SNEP)                        | 23             |
| Германия (GfK)                        | 26             |
| Исландия (Íslenski Listinn Topp 40)   | 36             |
| Ирландия (IRMA)                       | 16             |
| Италия (Musica e dischi)              | 5              |
| Япония (Oricon)                       | 61             |
| Нидерланды (Dutch Top 40)             | 7              |
| Нидерланды (Single Top 100)           | 12             |
| Новая Зеландия (Recorded Music NZ)    | 4              |
| Норвегия (VG-lista)                   | 14             |
| Панама (El Siglo de Torreón)          | 5              |
| Польша (Music & Media)                | 3              |
| Шотландия, Scotland (OCC)             | 23             |
| Испания (AFYVE)                       | 1              |
| Швеция (Sverigetopplistan)            | 10             |
| Швейцария (Schweizer Hitparade)       | 13             |
| Великобритания (UK Singles Chart)     | 11             |
| Великобритания, UK R&B (OCC)          | 2              |
| США (Billboard Hot 100)               | 1              |
| США (Billboard Hot R&B/Hip-Hop Songs) | 1              |
| США (Billboard Adult Contemporary)    | 5              |
| США (Billboard Mainstream Top 40)     | 6              |

| Чарт (1995)                        | Позиця  |
| ---------------------------------- | ------- |
| Belgian Singles Chart (Wallonia)   | 97      |
| Dutch Single Top 100               | 88      |
| Swedish Singles Chart              | 87      |
| Чарт (1996)                        | Позиция |
| Canadian Singles Chart             | 20      |
| Canadian Adult Contemporary Tracks | 9       |
| Dutch Singles Chart                | 79      |
| US Billboard Hot 100               | 14      |
| US Hot R&B Singles                 | 18      |
| US Hot Adult Contemporary          | 16      |

| Чарт (1990—1999)     | Позиция |
| -------------------- | ------- |
| US Billboard Hot 100 | 52      |

| Регион                                                       | Сертификация | Продажи   |
| ------------------------------------------------------------ | ------------ | --------- |
| Новая Зеландия (RMNZ)                                        | Золотой      | 5000*     |
| США (RIAA)                                                   | Платиновый   | 1,500,000 |
| * Данные о продажах приведены только на основе сертификации. |              |           |